# Stanisław Chyczyński
Stanisław Chyczyński (ur. 1959 w Kalwarii Zebrzydowskiej) – polski poeta, prozaik, aforysta, krytyk literacki, artysta malarz, nauczyciel, społecznik, redaktor naczelny magazynu literacko-artystycznego „Nihil Novi” (od 1994) oraz rocznika „Kalwariarz” (od 2011).

## Życiorys
W 1986 ukończył filozofię na Uniwersytecie Jagiellońskim. Do 1995 zajmował się głównie malarstwem antyrealistycznym i ilustratorstwem książkowym. Od wielu lat jest nauczycielem plastyki i historii w szkole podstawowej w Jastrzębi. Należy do Towarzystwa Przyjaciół Kalwarii Zebrzydowskiej.
Miasto rodzinne Chyczyńskiego odgrywa w jego twórczości znaczącą rolę. Pojawia się ono zarówno w wierszach, jak i rysunkach, które często ilustrują jego tomiki wierszy. W swoich dziełach Chyczyński często też nawiązuje do Tatr, których jest miłośnikiem.
W 2009 jako redaktor magazynu „Nihil Novi” podjął stałą współpracę z krakowskim artystą malarzem, rysownikiem i scenografem Kazimierzem Wiśniakiem, twórcą baśniowych płócien, który ilustruje ów magazyn swoimi rysunkami. Na jego łamach ukazywały się też często reprodukcje prac artystów, z którymi Chyczyński utrzymywał osobisty kontakt: Bronisława Chromego, Zdzisława Beksińskiego, Karola Badyny, Ety Zaręby, Wojciecha Kurdziela.
W latach 1985–2005 Chyczyński prowadził ożywioną i regularną korespondencję ze Zdzisławem Beksińskim. Listy wymieniał m.in. także z Tadeuszem Nowakiem i Jerzym Dudą-Graczem.
Literaturoznawca Marcin Kania nazwał go „buntownikiem zanurzonym w tradycji”, w rodzinnych stronach Chyczyńskiego mówi się o nim: „artystyczny rebeliant”. On sam zaś nazywa siebie „kal-wariatem zebrzydowskim” albo Calvarianusem.
Chyczyński jest bohaterem powieści  Wojciecha Wierciocha Iluzjonista, w której współegzystuje z postaciami zarówno fikcyjnymi, jak i prawdziwymi (np. Paweł Filas, Wanda Czubernatowa, Piotr Bies i Jadwiga Malina). Pojawia się też na kartach powieści Elżbiety Stankiewicz-Daleszyńskiej Pani Egucka i trójkąt metarzeczywisty.

## Twórczość

### Literatura
Debiutował w 1993 w „Źródle”, ale swoją przygodę z pisaniem rozpoczął już w szkole średniej od pisania tekstów piosenek rockowych.
Jego prace krytycznoliterackie poświęcone są takim twórcom, jak Ernest Bryll, Janusz Drzewucki, Stanisław Grochowiak, Marian Grześczak, Wojciech Kawiński, Stanisław Lem, Tadeusz Nowak, Stefan Pastuszewski, Edmund Pietryk, Tadeusz Różewicz, Jarosław Marek Rymkiewicz, Józef Baran, Wojciech Wencel.
W swojej twórczości literackiej inspiruje się m.in. muzyką heavymetalową (jest fanem brytyjskiej grupy Motörhead). Świadomie i definitywnie nie stosuje powszechnego dziś modelu wiersza wolnego. Zwykle sięga po sonet. Niektóre z sonetów napisał w gwarze góralskiej, twierdząc, że jest to język sam w sobie poetycki. Tworzy też wiersze, które za Emilem Bielą nazwał antysonetami.
Jego książka eseistyczna Życie poza nawiasem była w 2011 nominowana do Nagrody Literackiej im. Józefa Mackiewicza, przyznawanej za szczególną popularyzację rodzimej kultury, historii i tradycji.
Opowiadanie o kalwaryjskim pustelniku ze zbioru Wielbiciel pończoch wywołało lokalny skandal. Kolejna afera spowodowana była zamieszczeniem kontrowersyjnych aforyzmów Chyczyńskiego w czasopiśmie „Futurum”, wydawanym pod patronatem Miejskiego Ośrodka Kultury w Nowym Targu. Rozpętała ona burzę na sesji rady miasta Nowego Targu, co w rezultacie doprowadziło do zwolnienia Leszka Pustówki ze stanowiska dyrektora MOK i zamknięcia pisma.
Jest autorem setek recenzji, wstępów do książek, tekstów piosenek rockowych, a także założycielem i redaktorem naczelnym magazynu literacko-artystycznego „Nihil Novi”, ukazującego się od 1994. Na jego łamach pojawili się tacy autorzy, jak Jarosław Marek Rymkiewicz, Józef Baran, Ernest Bryll, Erwin Kruk, Janusz Drzewucki, Marianna Bocian, Adam Ziemianin, Jerzy Michał Wąsik, Emil Biela, Stefan Pastuszewski, Zbigniew Mirek, Jerzy Grupiński, Herbert Oleschko, Stanisław Dłuski, Wojciech Kudyba, Wojciech Wiercioch, Leszek Kozik, Jerzy Utkin, Jolanta Szymska-Wiercioch, Wojciech Wencel i inni.
Chyczyński jest też redaktorem naczelnym lokalnego pisma społeczno-kulturalnego „Kalwariarz”, popularyzującego działania Towarzystwa Przyjaciół Kalwarii Zebrzydowskiej, i stałym współpracownikiem takich prestiżowych periodyków kulturalno-literackich, jak „Akant”, „Radostowa” i „Okolica Poetów”.
Swoje teksty literackie i krytycznoliterackie publikował na łamach takich pism, jak „Twórczość”, „Przekrój”, „Okolica Poetów”, „Arcana”, „Magazyn Literacki”, „Lampa i Iskra Boża”, „Akant”, „Protokół Kulturalny”, „Fronda”, „Konspekt”, „Metafora”, „Autograf”, „Akcent”, „Aspekty Filozoficzno-Prozatorskie”, „Topos”, „Fraza”, „Śląsk”, „Łabuź”, „Ogród”, „Sztuka Osobowa”, „Nadwisłocze”, „Goniec Staszowski”, „Goniec Świętokrzyski”, „Stolica”, „Własnym głosem”, „Nihil Novi”, „Pobocza”,  „Latarnia Morska”, „Przegląd Artystyczno-Literacki”, „Portret”, „Futurum”, „Droga”, „Pogranicza”, „Czterdzieści i Cztery”, „Nowa Okolica Poetów”.

#### Książki
- Wiersze wyprane, Kalwaria Zebrzydowska: [b.m.], 1992.
- Manowce herezji, Kraków: Ludmiła Błażejewska [zapytać o to SCh], 1993[56].
- Motywy religijne, Kalwaria Zebrzydowska: Calvarianum, 1995[57].
- Wielbiciel pończoch. Opowiadania, Bydgoszcz: Instytut Wydawniczy „Świadectwo”, 1999[58].
- Calvaria, mon amour, Bydgoszcz: Instytut Wydawniczy „Świadectwo”, 2000[59].
- Oktawy mimo wszystko, Warszawa: Magazyn Literacki, 2000[60].
- Czarna pończocha, fot. Anna Szwaja, Warszawa: Wydawnictwo Nowy Świat, 2005[61].
- Sonety kalwaryjskie, Bydgoszcz: Związek Literatów Polskich. Oddział Bydgosko-Toruński, 2010[62].
- Życie poza nawiasem. Szkice o literaturze, ilustr. Kazimierz Wiśniak, Bydgoszcz: Wydawnictwo Temat, 2010.
- Byłem pomyłką; ilustr. Kazimierz Wiśniak, Kraków: Wydawnictwo „Anty”, 2012[14].
- Kalwaria Zebrzydowska w starej fotografii (współred. Krystyna Duda; fot. Adam Grodnicki), Kalwaria Zebrzydowska: Towarzystwo Przyjaciół Kalwarii Zebrzydowskiej, 2019[63].
- Królewskie milczenia (sonety i antysonety); ilustr. Kazimierz Wiśniak, Kraków: Wydawnictwo Vandre, 2023. ISBN 978-83-966225-6-3.

#### Wybrane teksty literackie
- Półbaśń o Arhyelu, [w:] „Czterdzieści i Cztery: 44” 2011/2012, nr 3, ss. 263-268.
- Victoria, [w:] „Fronda” nr 36 (2005), ss. 312-323.
- Asceza dnia, [w:] „Ateneum Kapłańskie”, t. 137, z. 1 (2001), s. 1. 103-106.
- Pogoda dla „gęgających” pisarzy, [w:] „Akant” 2004, nr 3, s. 2004 25.
- Jeden pan w lusterku, „Akant” R. 18, nr 4 (2015), s. 2.
- Kasztan, „Akant” R. 14, nr 13 (2011), ss. 30-31.
- cd-niebycia, „Akant” R. 18, nr 7 (2015), s. 20.
- Jaśń nad wierchami, „Pogranicza” 2006, nr 1, s. 59.
- Opowiadanie nie pierwsze, ale…, [w:] „Metafora” 2012, nr 1 (82), ss. 64-69.
- Zaćmienie na Czarnych Ścianach, [w:] „Akant” R. 14, nr 9 (2011), s. 11.
- Pater Noster, [w:] „Czterdzieści i Cztery: 44” 2016, nr 8, ss. 397-407.
- Dyżur ciało-nocny, [w:] „Twórczość” R. 76, nr 12 (2020), ss. 31-42.
- Kurza gęś!, [w:] „Śląsk” R. 26, nr 4 (2020), ss. 26-29.
- Jeden dzień w K., [w:] „Twórczość” R. 79, nr 3 (2023), s. 30-37.
- Lechoń jako rycerz i faun, [w:] „Akant” R. 26, nr 1 (2023), s. 39.
- Coraz więcej punku (Never Mind The Bollocks...), [w:] „Arcana” 174 (6/2023), ss. 89-99.

#### Wybrane eseje, felietony i teksty krytycznoliterackie
- Zgrzeszyć ze Sławą, [w:] „Akant” R. 18, nr 7 (2015), ss. 3-4.
- O Beksińskim i apokalipsie, [w:] „Arcana” 2021, nr 3, ss. 208-212.
- Papier czy e-wydanie?, [w:] „Poezja Dzisiaj” nr 153 (2022), ss. 111-112.
- Ryj w mrowisko, [w:] „Metafora” 2012, nr 2 (83), ss. 115-117.
- Apokaliptyczne dygresje, [w:] „Akant” R. 18, nr 3 (2015), ss. 3-5.
- Poeci na marginesie kultury, [w:] „Akant” R. 24, nr 1 (2021), ss. 12-13.
- W szerokich objęciach pseudonauki, [w:] „Arcana” 2023, nr 3, ss. 104-113.
- Żydzi w literaturze, [w:] „Akant” R. 18, nr 6 (2015), ss. 12-15.
- Grochowiaka turpizm estetyzujący, [w:] „Akant” R.10, nr 9 (2007), ss. 10, 18-19.
- Krechy i kreski Kresowatego, [w:] „Akant” R. 20, nr 6 (2017), s. 38.
- Poeta – czyli kto?, [w:] „Akant” R. 11, nr 10 (2008), s. 25. 44.
- Desperacka próba noża, [w:] „Akant” R. 19, nr 3 (2016), s. 18.
- Bryllowanie nad Kałużą, [w:] „Arcana” 2005, nr 3, ss. 2005 212-214.
- Kto dezerter – kto żołnierz?, [w:] „Akant” R. 12, nr 6 (2009), s. 48.
- Baran z tej i nie z tej strony, [w:] „Akant” 2011, nr 7; online: Akant.org,
- Metaetyka w ujęciu Kardynała Karola Wojtyły, [w:] „Przegląd Kalwaryjski” nr 9 (2005), s. 25. 227-246.
- Nietzsche z Samotraki, [w:] „Akant” R. 11, nr 7 (2009), s. 49.
- Rymkiewicza umiłowanie rymów, [w:] „Nowa Okolica Poetów” R. 3, nr 2 (2000), ss. 73-78.
- Krytyk i jego sentymenty, [w:] „Akant” R.14, nr 12 (2011), s. 48.
- Willanówek, [w:] „Arcana” 2005, nr 6, s. 124.
- Krowa z papierosem, [w:] „Poezja Dzisiaj” nr 37/38 (2004), ss. 79-80.
- Półwiecze artysty Rusina, [w:] „Akant” R. 25, nr 11 (2022), s. 36.
- W objęciach sztuki, [w:] „Metafora” R. 22, nr 2 (2012), ss. 147-150.
- Nowaka poezja religijna, [w:] „Nowa Okolica Poetów” R. 5, nr 1 (2002), ss. 101-106.
- Samotny zielony krawat, [w:] „Akant” 2001, nr 10, s. 33.
- Woń cebuli pod Akropolem, [w:] „Akant” R. 10, nr 3 (2007), s. 200-200. 43.
- Szukający siebie Szukalski, [w:] „Arcana” 2020, nr 3, ss. 2020 155-162.
- Marzenie ściętej głowy, [w:] „Akant” R. 9, nr 6 (2006), s. 42.
- Elegie dębowieckie, [w:] „Akant” 2003, nr 8, s. 57.
- Homo religiosus w poezji Wojciecha Wencla, [w:] „Akant” R. 11, nr 2 (2008), ss. 9-11.
- Autobiografia postmodernisty, [w:] „Akant” R. 14, nr 8 (2011), s. 45.
- Kiedy z podziemia wylecą motyle…, [w:] „Arcana” 2010, nr 6, ss. 213-216.
- Sonety, sonety, sonety, [w:] „Akant” R. 13, nr 5 (2010), s. 33.
- Z językiem czy bez?, [w:] „Twórczość” R. 63, nr 9 (2007), ss. 119-120.
- Wystarczy cieniutki blask, [w:] „Akant” R. 11, nr 2 (2008), s. 41.
- Ciała i ducha opisanie, [w:] „Akant” R. 9, nr 4 (2006), s. 44.
- Oczy wrześniowych psów, [w:] „Akant” R. 12, nr 1 (2009), ss. 34-35.
- Do widzenia Kosmosie?, [w:] „Akant” R. 9, nr 11 (2006), s. 63.
- Panorama z kopca kreta, [w:] „Akcent” (Lublin), R. 26, nr 1 (2005), s. 26. 125-127.
- Widoki, widzenia, przywidzenia?, [w:] „Pogranicza” 2006, nr 2, ss. 74-76.
- Z ścianą snu, [w:] „Akant” R. 14, nr 1 (2011), s. 34.
- Słowa i obrazy, [w:] „Twórczość” R. 63, nr 2 (2007), ss. 104-105.
- Pismo w rękach szatana, [w:] „Akant” R. 15, nr 6 (2012), s. 42.
- Cierpkie wino i słodka woda, [w:] „Nowe Książki” 2007, nr 9, ss. 50-51.
- Zbuntowany cham galicyjski, [w:] „Arcana” 2013, nr 6, ss. 198-200.
- Kiedy życie staje się cudem, [w:] „Akant” R. 15, nr 6 (2012), s. 34.
- Bez anioła ani rusz, [w:] „Akant” R. 11, nr 3 (2008), s. 54.
- Wulkan niskich namiętności, [w:] „Akant” R. 9, nr 13 (2006), s. 52.
- Wiatr od Wencla, [w:] „Akant” R. 11, nr 7 (2008), ss. 46-47.
- Komu płacze dzwon, [w:] „Akant” R. 11, nr 4 (2008), s. 49.
- Listy do Ojca Świętego, [w:] „Przegląd Kalwaryjski” nr 7 (2002), ss. 407-408.
- Największy o metempsychozie, [w:] „Akant” R. 21, nr 11 (2018), s. 33.
- Czyściec chłopca opornego, [w:] „Akant” R. 14, nr 5 (2011), s. 40.
- Nie pytajcie mnie o zdanie, [w:] „Arcana” 2010, nr 4, ss. 212-219.
- Artysta i czarodziej, [w:] „Akant” R. 23, nr 3 (2020), s. 33.
- O Pułaskich i konfederacji barskiej, „Akant” R. 23, nr 11 (2020), s. 40.
- Pułaskich ciąg dalszy, [w:] „Akant” R. 25, nr 1 (2022), s. 42.
- Faust przy komputerze, [w:] „Autograf” 2008, nr 1, s. 36.
- Kal-wariat zebrzydowski, [w:] „Akant” R. 24, nr 7 (2021), s. 32.
- Czy ruchy regionalistyczne mają przyszłość?, [w:] XI Kongres Stowarzyszeń Regionalnych, Legnica 2018: materiały i dokumenty, ss. 177-179.
- Postęp, tolerancja i inne brzydkie słowa, [w:] „Akant” R. 18, nr 10 (2015), ss. 6-9.
- Paralele i penetracje Urbanowskiego, [w:] „Akant” R. 24, nr 6 (2021), s. 34.
- Głupie opisanie mądrego dzieła, [w:] „Akant” R. 21, nr 4 (2018), ss. 34-35.
- Obrona Kierkegaarda, [w:] „Arcana” 2022, nr 6, ss. 59-69.
- Demony sławnego psychiatry, „Nowy Napis Co Tydzień”, 2020, nr 44.
- Ziemiaństwo w kotle dziejów, [w:] „Akant” R. 26, nr 3 (2023), s. 39.
- Pani Grosz wśród wierszy, [w:] Nie mam gdzie wrócić. W kręgu twórczości Wojciecha Pestki, oprac. Wojciech Kajtoch, Kraków: Wydawnictwo Wysoki Zamek, 2022; ISBN 978-83-963397-2-0; ss. 315-321.
- Dzieło jak katedra, [w:] „Twórczość” 12 (937), 2023, ss. 127-130.

#### Publikacje w wybranych antologiach i almanachach
- Marian S. Hermaszewski (red.), A Duch wieje kędy chce. Almanach poezji religijnej, t. IX, Lublin: 1998.
- Konrad Strzelewicz (red.), Proza, proza, proza, Kraków: Związek Literatów Polskich, 2001.
- Jerzy Koperski (red.), Krzyż – Drzewo kwitnące. Antologia poezji o Krzyżu, Warszawa: Anagram, 2002, ss. 111-112. ISBN 83-86086-62-9.
- Danuta i Włodzimierz Masłowscy (red.), Księga aforystyki polskiej XXI wieku. Potęga myśli, Katowice: Videograf II, 2002, ss. 48-51. ISBN 83-7183-214-9.
- Wacław Buryła (red.), Cud, który trwa. Papieżowi-Poecie – poeci, Milicz: wyd. aut., 2003, ss. 56-58. ISBN 83-919391-1-1.
- Danuta i Włodzimierz Masłowscy (red.), Wielka księga myśli polskiej. Aforyzmy, przysłowia, sentencje, Warszawa: wyd. KDC, 2005, ss. passim. ISBN 83-7404-218-4.
- Herbert Oleschko (red.), Baśnie o aniołach i diabłach, Warszawa – Pelplin: LSW–WDP Bernardinum, 2005, ss. 91-92. ISBN 83-205-4771-7.
- Jerzy Koperski (red.), Poczta Literacka, Warszawa: Anagram, 2005/2006, ss. 500-501. ISBN 83-86086-93-9.
- Elżbieta Grabosz (red.), Eskulap i pacjent w anegdocie, Warszawa: 2006, ss. 71-72. ISBN 83-902632-1-1.
- Złote myśli ludzi wielkiego umysłu, talentu i serca. Twórcy wizerunku Polski (red. zbiorowa), wyd. Fundacja Dzieciom „Zdążyć z pomocą”, księga 2004, Warszawa 2006, ss. 68-69. ISBN 83-913568-4-1.
- Zdzisława Jaskulska-Kaczmarek (red.), Jak podanie ręki. XXII Międzynarodowy Listopad Poetycki, Poznań: Związek Literatów Polskich, 2009, ss. 18. ISBN 978-83-61412-72-4.
- Elżbieta Grabosz (red.), Zdrowie w aforyzmach, Warszawa: Komograf, 2013, ss. 18-22. ISBN  978-83-62769-69-8.
- Andrzej Grabowski (red.), Jawi się w naszym obcowaniu, Warszawa – Rzeszów: wydawca: ad, 2015, ss. 50-51. ISBN 978-83-7613-145-0.
- Zbigniew Ikona-Kresowaty, Portretowisko, Starachowice/Lądek-Zdrój: Wydawnictwo Radostowa, 2016, ss. 62-63. ISBN 978-83-64946-14-1.
- Antoni Dąbrowski (red.), Imiona miłości. Antologia poezji miłosnej, Starachowice: Wydawnictwo Radostowa, 2016, ss. 41-42. ISBN 978-83-64946-11-0.
- Joachim Glensk (red.), Frazaforki, czyli frazeologizmy aforystyczne, Lędziny: Mega Press II, t. 1, 2019, ss. passim. ISBN 978-83-950460-4-9.
- Andrzej Bucki (red.), Historia Kalwarii Zebrzydowskiej w obrazach oczami Kazimierza Wiśniaka widziana i jego ręką narysowana, wyd. II poszerzone, Kraków: Wydawca 3Kolory, 2021, ss. passim. ISBN 978-83-962035-0-2.
- Mariusz Grzebalski (red.), Świat się wiecznie zaczyna. Antologia Juliana Przybosia, Poznań: WBP i CAK, 2021, ss. 247-248. ISBN 978-83-66453-74-6.
- Antoni Dąbrowski (red.), Poeci przełomu stuleci i tysiącleci. 1980–2020, Starachowice: Wydawnictwo Radostowa, 2021, ss. 36-49. ISBN 978-83-67268-02-8.
- Krzysztof Budziakowski (red.), Po co nam Polska? – i inne pytania, Kraków: Fundacja Zygmunta Starego, 2023, ss. 127-131. ISBN 978-83-7928-943-1.

### Sztuka
Talent artystyczny Chyczyńskiego został zauważony już w czasach szkolnych, kiedy to został m.in. wyróżniony na konkursie w Tokio.
Jako artysta malarz uważa się za antyrealistę. Wykształcił swój własny styl nazwany przez niego akwarelą zagęszczoną, co zbliża jego prace do malarstwa olejnego. Od 1994 maluje tylko na zamówienie.

O jego antyrealizmie w sztuce Marcin Kania pisze:
Antyrealizm w wykonaniu Chyczyńskiego można opisać następująco: artysta maluje obraz, który (przykładowo) przedstawia willę zbudowaną opodal stawu. Nad brzegiem przechadza się kobieta strojna w czerń. Willa odbija się w tafli wody, kobieta – nie... Na tym polega szczególna autorska ingerencja w reprodukcję świata rzeczywistego. Przekładając tę sytuację na język teorii fotografii spod znaku Rolanda Barthesa – obraz willi, jeziora oraz kobiety to studium, brak odbicia w wodzie – to punctum wizualnej prezentacji.
Namalował kilkaset obrazów, głównie techniką pastelową, olejną, akwarelą plamkową i zagęszczaną. Jest też autorem licznych rysunków tuszem; można je znaleźć np. w popularnych periodykach literackich. Ilustrował też książki i projektował okładki książek (m.in. Adama Fajfera, Bożeny Budzińskiej, Błażeja Budnika, Aleksego Siemionowowa). Obecnie większość jego obrazów znajduje się w obcych rękach, inne znajdują się w galeriach w wielu zakątkach świata.

#### Wystawy
W 1991 w Piwnicy pod Baranami w Krakowie miała miejsce pierwsza wystawa prac artysty, a w 2000 druga – w Ośrodku Kultury w Kalwarii Zebrzydowskiej.

## Nagrody i odznaczenia
Chyczyński jest laureatem nagrody im. Ryszarda Milczewskiego-Bruna (2001 r.) oraz nagrody im. Klemensa Janickiego (2007 r.). Został również uhonorowany Medalem Komisji Edukacji Narodowej, odznaką Zasłużony dla Kultury Polskiej, medalem za zasługi dla Związków Żołnierzy Wojska Polskiego oraz odznaczeniem Chwały Wiktorii Wiedeńskiej.